# لنکان
شهر لنکان (به فرانسوی: Lanaken) در شهرستان تنژران  در استان لمبورگ  در منطقه فلاندری در کشور بلژیک واقع شده‌است.